# Костел святого Власа (Андрушівка)
Костел святого Власа — костел міста Андрушівка Житомирської області.

## Історія
Раніше римсько-католицького храму в Андрушівці не було. На початку 90-х років минулого століття сюди почав доїжджати о. Альберт Галицький з Житомира та Бердичева. Першим настоятелем місцевої парафії став о. Ян Сафінський, котрий 2007 року розпочав будівництво сучасного мурованого костелу. Завершили його спорудження 2010 року, проте облаштування та оснащення святині продовжувалась і далі. 10 лютого 2018 року храм консекрував єпископ Ян Собіло. Парафію обслуговують дієцезіальні священники.